# Zoboralja Múzeum
Az alsóbodoki Zoboralja Múzeum az egyetlen főként az egész Zoboralja régióra fókuszáló muzeális gyűjtemény.

## Története
2017-ben Fehér Sándor és felesége Pindes Ivett megnyitották a Zoboralja Múzeumot Alsóbodokon.
A kiállított gyűjteményi tárgyak Fehér Sándor és Fehér Pindes Ivett magángyűjteményének kiválasztott darabjait mutatja be a zoboralji magyar középiskola épületében. A kiállítás többek között Zoboralja természeti kincseire (ásványok, kőzetek, kövületek, herbárium), történelmére (régészeti leletek, történelmi dokumentumok, történelmi térképek, metszetek, képeslapok, személyiségek kéziratai, kiadványai, tárgyai és művészeti alkotásai, kőtár és téglagyűjtemény) és hagyományos kultúrájára (néprajzi gyűjtemény, egyházi élet emlékei) irányul, némely esetben azonban felöleli Nyitra és Bars nagyobb területeit is.